# 実践神学
実践神学（じっせんしんがく、ドイツ語：Praktische Theologie, 英語：Practical theology）は、キリスト教神学の一部門。応用神学 (おうようしんがく、applied theology) とも言い、宣教学（伝道学）・牧会学・典礼学（礼拝学）・キリスト教教育学・教会法学・社会事業学などの科目がある。組織神学や歴史神学による理論的・歴史的神学研究を実際の牧会（司牧）に応用するための技術を研究する。シュライアマハーが学問として整備して以来、ドイツのプロテスタント神学で学問として発達した。